# Novisa Development
Novisa Development Sp. z o.o. – polska firma deweloperska z siedzibą w Warszawie, działająca na rynku od 2001 roku. Specjalizuje się w budowie domów jednorodzinnych oraz budynków wielorodzinnych. Swoje inwestycje realizuje głównie w Warszawie, w dzielnicach takich jak Białołęka, Wawer, Ursynów i w podwarszawskich miejscowościach, takich jak Marki, Ożarów Mazowiecki, Zamienie, Słomin, Sulejóweka także w Łodzi.
Od 2007 roku Novisa Development jest członkiem Polskiego Związku Firm Deweloperskich.

## Historia
Firma Novisa Development została założona w 2001 roku jako rodzinna spółka działająca pod nazwą Nasze Miasteczko Development. Początkowo skupiała się na mniejszych inwestycjach w okolicach Warszawy. W 2010 roku firma przeszła proces rebrandingu, przyjmując obecną nazwę – Novisa Development. Wśród pierwszych realizacji firmy można wymienić Osiedle Stokrotki w Mysiadle oraz osiedle Nasze Miasteczko w Zgorzałej, które nawiązywało nazwą do pierwotnej marki firmy.
Początkowa siedziba Novisa Development mieściła się przy ul. Puławskiej 405 w Warszawie, a w 2024 roku główna siedziba firmy znajduje się na Białołęce, przy ulicy Cieślewskich 53, w pobliżu inwestycji Ogrody Przyjaciół oraz Apartamenty Przyjaciół. Spółka posiada również trzy biura sprzedaży: na Białołęce przy ul. Brzeziny 6, w Nowej Woli przy ul. Krasickiego 126 oraz w Łodzi przy ul. Pabianickiej (obok inwestycji Boska Ksawerowska). 

## Działalność
Novisa Development specjalizuje się w budowie osiedli domów jednorodzinnych w tym domów szeregowych i w zabudowie bliźniaczej, oraz niskich budynków wielorodzinnych. Od momentu powstania firma zrealizowała 43 inwestycje, oddając do użytku ponad 3 tysiące  lokali mieszkalnych.

## Wyróżnienia i nagrody
- 2014: Nagroda dla Najbardziej Prestiżowej Inwestycji 2014 w konkursie „Wojna Domowa 2014” organizowanym przez serwis otodom.pl[11]
- 2016: Nagroda Dewelopera Roku 2015 przyznana przez Centralne Biuro Certyfikacji Krajowej[12]
- 2022: Wyróżnienie nagrodą WIZJERY '22 w kategorii „Najlepsze wykorzystanie ekotrendów w inwestycji deweloperskiej”[13]. Nagroda przyznana za wprowadzenie ogrodów deszczowych w inwestycji Miasto Ogród w Ożarowie Mazowieckim.
- 2023: Nagroda za III miejsce konkursie semKRK Awards 2023 w kategori Google Ads dla AdPeak & Novisa[14]
- 2025: Wyróżnienie nagrodą WIZJERY`25  w kategorii „Najlepsza kampania promocyjna inwestycji”[15][16]

## Zrealizowane inwestycje
| Rok  | Nazwa inwestycji     | Lokalizacja         |
| ---- | -------------------- | ------------------- |
| 2003 | Nowa Iwiczna         | Nowa Iwiczna        |
| 2005 | Osiedle Mysiadło     | Mysiadło            |
| 2007 | Osiedle XXI Wieku    | Józefosław          |
| 2007 | Zielone Ogrody       | Józefosław          |
| 2007 | Osiedle Stokrotki    | Mysiadło            |
| 2008 | Nasze Miasteczko     | Zgorzała            |
| 2009 | Osiedle Biedronka    | Piaseczno           |
| 2010 | Owocowy Sad          | Piaseczno           |
| 2011 | Nasze Miasteczko 2   | Nowa Wola           |
| 2012 | Dzikiej Róży         | Nowa Wola           |
| 2012 | Pod Sosnami          | Mysiadło            |
| 2012 | Osiedle Parkowe      | Piaseczno           |
| 2012 | Osiedle Pod Topolami | Zamienie            |
| 2013 | Potoki Residence     | Warszawa, Mokotów   |
| 2014 | Miód Malina          | Nowa Wola           |
| 2015 | Ogrody Przyjaciół    | Warszawa, Białołęka |
| 2016 | Owocowy Sad 2        | Józefosław          |
| 2016 | Novisa Garden        | Nowa Wola           |
| 2016 | Ogrody Przyjaciół 2  | Warszawa, Białołęka |
| 2017 | Osiedle Kolorowe     | Nowa Wola           |
| 2017 | Ville Pod Skocznią   | Warszawa, Mokotów   |
| 2017 | Osiedle Urocze       | Pruszków            |
| 2018 | Osiedle Kolorowe 2   | Zgorzała            |
| 2018 | Ogrody Przyjaciół 3  | Warszawa, Białołęka |
| 2019 | Domy Przy Willowej   | Falenty Nowe        |
| 2020 | Wille Wilanów        | Warszawa, Wilanów   |
| 2020 | Jeziorowa Park       | Warszawa, Wawer     |
| 2021 | Wilgi Park           | Zgorzała            |
| 2021 | Novisa Park          | Piaseczno           |
| 2021 | Ogrody Przyjaciół 4  | Warszawa, Białołęka |
| 2021 | Nova Magdalenka      | Słomin              |
| 2022 | Osiedle Kolorowe 3   | Zgorzała            |
| 2023 | Nova Magdalenka 2    | Słomin              |
| 2023 | Wilgi Park 2         | Zgorzała            |
| 2023 | Nova Magdalenka 3    | Słomin              |
| 2023 | Novisa Modern        | Lesznowola          |
| 2023 | Miasto Ogród         | Ożarów Mazowiecki   |
| 2023 | Domy Przy Willowej   | Falenty Nowe        |
| 2024 | Manufaktura Marki    | Marki               |
| 2024 | Miasto Ogród 3       | Ożarów Mazowiecki   |
| 2024 | Nova Magdalenka 4    | Słomin              |
| 2024 | Miasto Ogród 2       | Ożarów Mazowiecki   |
| 2024 | Pod Topolami         | Zamienie            |